# Color terciari
Color terciari és un color compost per un color primari i un color secundari. Es tracta de sis colors, que són els següents: 
- Rosa salmó = magenta + taronja
- Ambre = taronja+ groc
- Llima = groc + verd
- Turquesa = verd + cian
- Blau mitjà = cian + lila clar
- Violat = vermell + magenta

La nomenclatura dels colors terciaris, és a dir, els noms pels quals els coneixem, varien bastant segons els llocs i les persones. Els colors són sempre els mateixos, però cadascun de nosaltres els percep de manera diferent.
Els colors terciaris poden també considerar-se com barreges de colors secundaris, entre si.
- Taronja + verd = verd oliva
- Verd + vermell = blau de cobalt
- Vermell + taronja = porpra

També, en aquest cas, els noms són extremadament subjectius, conforme als països i hàbits locals. Per exemple, el color porpra és molt conegut com a albergínia, de tradició francòfona; al Brasil, del color taronja se'n diu vermell.
Pel que fa al blau, és extremadament difícil precisar noms i tonalitats quan es visualitzen a la pantalla. Hi ha gran confusió sobre el cian, que és un dels 3 colors primaris i és representat com blau turquesa, una variant molt més lluminosa i ja amb la intromissió del groc. A més, depèn de la marca de pintures, etc. Però els noms com blau de cobalt, blau d'ultramar, blau petroli són força consensuats per a qui identifica colors en la seva activitat professional.